# Euproctis lutescens
Euproctis lutescens är en fjärilsart som beskrevs av Walker 1855. Euproctis lutescens ingår i släktet Euproctis och familjen tofsspinnare. Inga underarter finns listade i Catalogue of Life.